# Bracciano
Bracciano és un comune (municipi) de la ciutat metropolitana de Roma, a la regió italiana del Laci, situat a uns 30 km al nord-oest de Roma. A 1 de gener de 2018 tenia 19.219 habitants.
La ciutat és famosa pel seu llac volcànic (Llac de Bracciano o "Sabatino", el vuitè llac més gran d'Itàlia) i pel castell medieval Orsini-Odescalchi, especialment ben conservat. El llac és molt utilitzat per a la navegació i és popular entre els turistes.
Bracciano limita amb els següents municipis: Anguillara Sabazia, Bassano Romano, Cerveteri, Manziana, Oriolo Romano, Sutri, Tolfa i Trevignano Romano.

## Llocs d'interès
El monument principal de Bracciano és el seu castell, el Castello Orsini-Odescalchi, un dels exemples més destacats de l'arquitectura militar renaixentista a Itàlia.
A uns 3 km de la ciutat, al costat de la carretera que condueix a Trevignano Romano, es troba l'antiga església de San Liberato (segle ix). Ocupa el que antigament era el poblat romà del Forum Clodii, ara envoltat per un jardí d'herbes, part del complex de jardins anglesos de la contigua Villa San Librato, dissenyat per Russell Page el 1965 per a l'historiador de l'art el comte Donato Sanminatelli i la seva comtessa, Maria Odescalchi, i dut a terme durant la dècada següent.
A la mateixa carretera hi ha les ruïnes de l'Aquae Apollinaris, un complex de banys famosos a l'època romana.

## Ciutats agermanades
Bracciano està agermanat amb:
- Neusäß, Alemanya
- Châtenay-Malabry, França